# Trino Meleán
Trino Meleán (Libertad de Barinas, Venezuela, 5 de noviembre de 1922-Acarigua, Venezuela, 29 de junio de 1996) fue un médico, político, dirigente campesino y líder sindical venezolano, dirigente del Partido Comunista de Venezuela (PCV), partido del cual fue secretario general desde 1990 hasta su muerte en 1996.

## Biografía
Trino Meleán nació en Libertad de Barinas, sin embargo a los cinco años de edad se trasladó con sus padres hasta la ciudad de Acarigua en el Estado Portuguesa, estudió la primaria en la Escuela Federal Raimundo Andueza, estudió el bachillerato en el liceo Pedro Gual de Valencia. En 1941 inició los estudios de medicina en la  Universidad de Los Andes y los culminó en la Universidad Central de Venezuela (UCV), donde obtuvo el título de Médico Cirujano. Su juventud la desarrolló como un estudiante aplicado y un gran deportista, como médico se dedicó a atender a los más necesitados.
En 1941 se integró a las filas del Partido Comunista de Venezuela, allí cumplió funciones como líder sindical en la conformación de varios sindicatos y como dirigente campesino en la creación de ligas campesinas, cumpliendo siempre a cabalidad con las directrices del partido, llegando a ocupar cargos de dirección regional y nacional dentro del PCV. Durante los años 50 participó activamente en la lucha clandestina en contra del dictador Marcos Pérez Jiménez.
Fue elegido concejal durante varios periodos en el antiguo Cabildo del Municipio Páez del Estado Portuguesa, en 1983 fue elegido diputado suplente y en 1988 fue elegido como diputado principal por el Partido Comunista de Venezuela, reelegido en 1993 con el apoyo del PCV, Convergencia, Movimiento al Socialismo y otros miembros del chiripero, dentro de la VIII Legislatura del Congreso Nacional.
En 1989 fue elegido como secretario general del Partido Comunista de Venezuela, sucediendo así a Alonso Ojeda Olaechea, asumiendo el cargo en 1990, siendo ratificado en 1994, sin embargo por motivos de salud, tuvo que ser reemplazado de forma temporal por Óscar Figuera en 1996, por su estado de gravidez, ya que padeció una enfermedad renal, no culminaría su periodo como secretario general, ya que falleció el 29 de junio de 1996 en la ciudad de Acarigua.